# Dogg's Hamlet, Cahoot's Macbeth
Dogg's Hamlet, Cahoot's Macbeth è un film del 2005 diretto da Joey Zimmerman.